# Narcissistic Cannibal
Narcissistic Cannibal è un singolo del gruppo musicale statunitense Korn, pubblicato il 21 ottobre 2011 come secondo estratto dal decimo album in studio The Path of Totality.
Il brano ha visto la partecipazione dei produttori di musica elettronica Skrillex e Kill the Noise.

## Video musicale
Il videoclip, diretto e prodotto dalla ShadowMachine Films, azienda nota per la produzione del programma televisivo Robot Chicken, è stato filmato il 27 settembre 2011 al Roxy Theatre di Hollywood davanti a 125 fan che hanno avuto la possibilità di essere filmati per realizzazione del video.

## Tracce
Download digitale
1. Narcissistic Cannibal (featuring Skrillex and Kill the Noise) – 3:10

Download digitale – The Remixes
1. Narcissistic Cannibal (The Juggernaut Remix) – 3:33
2. Narcissistic Cannibal (J. Rabbit Remix) – 4:54
3. Narcissistic Cannibal (Adrian Lux & Blende Remix) – 5:59
4. Narcissistic Cannibal (Dave Aude Radio Mix) – 3:43
5. Narcissistic Cannibal (Dave Aude Club Mix) – 7:15
6. Narcissistic Cannibal (Dirty Freqs Mix Show Remix) – 4:56
7. Narcissistic Cannibal (Andre Giant Remix) – 6:39

## Formazione
Gruppo
- Jonathan Davis – voce
- James "Munky" Shaffer – chitarra
- Fieldy Arvizu – basso
- Ray Luzier – batteria

Produzione
- Jonathan Davis – produzione esecutiva
- Skrillex – produzione
- Jim Monti – ingegneria, missaggio
- Kill the Noise – produzione
- Downlink – missaggio
- Ted Jensen – mastering

## Classifiche
| Classifica (2011)             | Posizione massima |
| ----------------------------- | ----------------- |
| Canada                        | 97                |
| Canada (digital)              | 65                |
| Regno Unito (rock & metal)    | 4                 |
| Stati Uniti (alternative)     | 18                |
| Stati Uniti (dance club)      | 31                |
| Stati Uniti (mainstream rock) | 6                 |
| Stati Uniti (rock)            | 15                |
| Stati Uniti (rock digital)    | 16                |

## Date di pubblicazione
| Paese | Data             | Formati           |
| ----- | ---------------- | ----------------- |
| Mondo | 21 ottobre 2011  | Download digitale |
| Mondo | 17 febbraio 2012 | EP digitale       |